# Koike Ryohei
Ryohei Koike (sinh ngày 24 tháng 8 năm 1980) là một cầu thủ bóng đá người Nhật Bản.

## Sự nghiệp câu lạc bộ
Ryohei Koike đã từng chơi cho Oita Trinita.